# Atherinosoma
Atherinosoma es un género de peces de la familia Atherinidae, del orden Atheriniformes. Este género marino fue descrito por primera vez en 1872 por Francis de Laporte de Castelnau.

## Especies
Especies reconocidas del género:
- Atherinosoma elongata (Klunzinger, 1879)
- Atherinosoma microstoma (Günther, 1861)